# Samuel Wesley
Samuel Wesley (Bristol, 24 de febrer de 1766 - Londres, 11 d'octubre de 1837) fou un organista i compositor anglès de l'època georgiana tardana. Wesley va ser contemporani de Mozart i va ser anomenat per alguns "el Mozart anglès".
Fill del conegut metodista i escriptor d'himnes Charles Wesley, net de Samuel Wesley (poeta de l'últim període de Stuart) i nebot de John Wesley, el fundador de l'església metodista, i oncle de l'organista, compositor i musicòleg Samuel Sebastian Wesley.
Samuel va mostrar el seu talent musical a primerenca edat. Tocava el violí i l'orgue, i va treballar com a director d'orquestra i professor de música. Moltes de les seus composicions més conegudesvan ser escrites per a l'església, incloent el motet In exitu Israel. Les seves composicions seculars inclouen madrigal en cinc parts O singe unto mie roundelaie basat en el poema ben conegut de Thomas Chatterton.
El 1788 Wesley va ser iniciat en la maçoneria en la Lògia d'Antiguitat. El duc de Sussex el va nomenar Gran Organista el 1812, però va renunciar al càrrec el 1818.
Va morir el 1837 i va ser enterrat a l'església de St Marylebone, a Londres.